# Bindusara

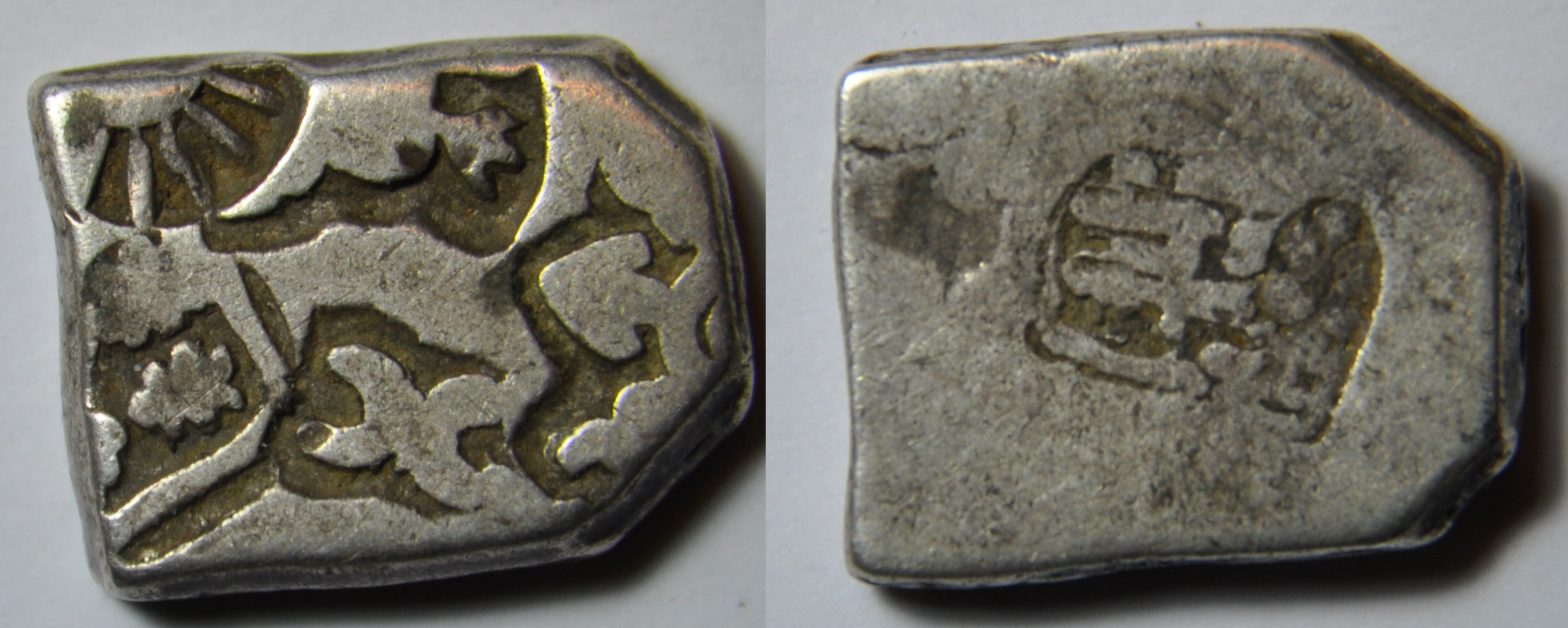
Bindusara

Kejsar Bindusara (kallade sig Amitraghatha "en som slår de ovänskapliga"), född 320, död 272 f.Kr., var den andre Mauryaregenten av Magadha, med huvudstaden Pataliputra, och efterträdare till Chandragupta Maurya. Han regerade mellan cirka 296 f.Kr. och 272 f.Kr., för att då efterträdas av sin son Ashoka.
Bindusara erövrade ytterligare områden under sin regeringstid, och utsträckte riket till hela Nordindien mellan öst- och västkust.